# Oro Valley
Oro Valley ist eine Stadt im US-Bundesstaat Arizona, Vereinigte Staaten, mit 47.070 Einwohnern (Stand: 2020). Durch Oro Valley verläuft die Arizona State Route 77.
Oro Valley ist seit 1974 ein Vorort von Tucson im Pima County.

## Einwohnerentwicklung
| Jahr | Einwohner¹ |
| ---- | ---------- |
| 1980 | 1.489      |
| 1990 | 6.670      |
| 2000 | 29.700     |
| 2010 | 41.011     |
| 2020 | 47.070     |

¹ 1980–2020: Volkszählungsergebnisse

## Demographie
Zum Zeitpunkt des United States Census 2000 bewohnten Oro Valley 29.700 Personen. Die Bevölkerungsdichte betrug 360,3 Personen pro km². Es gab 13.946 Wohneinheiten, durchschnittlich 169,2 pro km². Die Bevölkerung Oro Valleys bestand zu 93,10 % aus Weißen, 1,06 % Schwarzen oder African American, 0,41 % Native American, 1,92 % Asian, 0,12 % Pacific Islander, 1,83 % gaben an, anderen Rassen anzugehören und 1,56 % nannten zwei oder mehr Rassen. 7,47 % der Bevölkerung erklärten, Hispanos oder Latinos jeglicher Rasse zu sein.
Die Bewohner Oro Valleys verteilten sich auf 12.249 Haushalte, von denen in 27,0 % Kinder unter 18 Jahren lebten. 69,8 % der Haushalte stellten Verheiratete, 4,9 % hatten einen weiblichen Haushaltsvorstand ohne Ehemann und 23,4 % bildeten keine Familien. 19,4 % der Haushalte bestanden aus Einzelpersonen und in 8,2 % aller Haushalte lebte jemand im Alter von 65 Jahren oder mehr alleine. Die durchschnittliche Haushaltsgröße betrug 2,41 und die durchschnittliche Familiengröße 2,76 Personen.
Die Bevölkerung verteilte sich auf 21,5 % Minderjährige, 4,5 % 18–24-Jährige, 23,5 % 25–44-Jährige, 27,7 % 45–64-Jährige und 22,7 % im Alter von 65 Jahren oder mehr. Der Median des Alters betrug 45 Jahre. Auf jeweils 100 Frauen entfielen 94,4 Männer. Bei den über 18-Jährigen entfielen auf 100 Frauen 91,0 Männer.
Das mittlere Haushaltseinkommen in Oro Valley betrug 61.037 US-Dollar und das mittlere Familieneinkommen erreichte die Höhe von 67.563 US-Dollar. Das Durchschnittseinkommen der Männer betrug 55.522 US-Dollar, gegenüber 31.517 US-Dollar bei den Frauen. Das Pro-Kopf-Einkommen belief sich auf 31.134 US-Dollar. 2,4 % der Bevölkerung und 3,1 % der Familien hatten ein Einkommen unterhalb der Armutsgrenze, davon waren 2,0 % der Minderjährigen und 2,2 % der Altersgruppe 65 Jahre und mehr betroffen.